# سيتي فاديا سيلفا رمضانتي
سيتي فاديا سيلفا رمضانتي (من مواليد 16 نوفمبر 2000) هي لاعبة الريشة الطائرة إندونيسية تنتمي لنادي دي جاروم. حققت الفوز بالميدالية الذهبية في الزوجي المختلط في بطولة آسيا للناشئين لعام 2017، وفي زوجي السيدات في ألعاب جنوب شرق آسيا لعام 2021. كما حصلت على الميدالية الفضية في بطولة العالم لكرة الريشة 2023 بمشاركة مع أبرياني راهايو.

## سيرة
ترعرعت وهي تتدرب في نادي والدها لكرة الريشة قبل أن يكتشفها تري كوشارجانتو الذي ساعدها على الاستعداد لدخول نادي تنس الريشة دي جاروم للسيدات. انضمت للفريق عام 2014 كلاعبة فردية للسيدات، ولكنها انتقلت إلى فئة الزوجي في عام 2015 لتشارك مع أجاثا إيمانويلا في زوجي السيدات ومع ريحان نوفل كوشارجانتو في الزوجي المختلط.
في عام 2016، فازت ببطولة جاكرتا المفتوحة الدولية للناشئين في حدث زوجي الفتيات تحت سن 17 بمشاركة أجاثا إيمانويلا. ظهرت لأول مرة في بطولة إندونيسيا المفتوحة للتنس الريشة سوبر سيريس بالتعاون مع إيماناويا لكنها خسرت في الجولة الأولى أمام الثنائي الدنماركي. وفي أكتوبر 2016، شاركت في بطولة آسيا للريشة الطائرة تحت سن 17 سنة وفازت بالميدالية الذهبية في مسابقة زوجي الفتيات مع إيماناويا والميدالية البرونزية في مسابقة الزوجي المختلط مع ريحان نوفل كوشارجانتوو. وفي عام 2017، وصلت إلى الدور نصف النهائي في زوجي الفتيات في بطولة ألمانيا للناشئين، وبطولة تايلاند للناشئين، والدور نصف النهائي في الزوجي المختلط في جائزة الهند الكبرى للناشئين، ونهائي زوجي الفتيات في جائزة جايا رايا للناشئين الكبرى، وفي جائزة الهند الكبرى للناشئين، وكذلك نهائي الزوجي المختلط في بطولة ماليزيا للناشئين.
تم استدعاءها للانضمام للمنتخب الوطني في عام 2017 بعد فوزها بالبطولة الوطنية لعام 2017 مع كوشارجانتو. وفي أغسطس 2017، فازت بالميدالية الذهبية في مسابقة الزوجي المختلط وبالبرونزية في مسابقة زوجي الفتيات وبالميدالية الفضية في المسابقة المختلطة للفرق في بطولة آسيا للناشئين. وتم اختيارها للمشاركة مع منتخب إندونيسيا الوطني في بطولة العالم لكرة الريشة للناشئين 2017 حيث تمكنت هي وكوشارجانتو من الوصول للمباراة النهائية أمام مواطنيهما "رينوف ريفالدي" و"بيثا هانينجتياس مينتاري" لكنهما خسرا بثلاثة أشواط. فيما بعد، تأهلت للدور نصف النهائي في بطولة اندونيسيا الدولية مع إيمانويلا. وحققت أول فوز لها في بطولة دولية في تحدي إندونيسيا الدولي في مسابقة الزوجي المختلط مع كوشارجانتو.
في عام 2018، وصلت إلى الدور ربع النهائي في بطولة تايلاند ماسترز بمشاركة اللاعبة "إيمانويلا". وفي يوليو من نفس العام، حققت المركز الثالث والميدالية البرونزية في كل من مسابقة الفرق المختلطة ومسابقة الفتيات المزدوج في بطولة آسيا للناشئين التي أقيمت في جاكارتا بإندونيسيا. كما حصلت على ميداليتين فضيتين وميداليتين برونزيتين في بطولة العالم للناشئين لعام 2018؛ الأولى في منافسات الزوجي المختلط، والثانية والثالثة في زوجي الفرق والفتيات.